# Pleuroprion hystrix
Pleuroprion hystrix là một loài chân đều trong họ Antarcturidae. Loài này được Sars miêu tả khoa học năm 1877.